# نظام إسقاط ميركاتور المستعرض الأردني
نظام إسقاط ميركاتور المستعرض الأردني يُطلق عليه رسميًا الشبكة الوطنية الجيوديسية بنظام التربيع الأردني (بالإنجليزية: Jordan Transverse Mercator أو اختصارًا JTM) هو نظام إحداثيات جغرافي مُستخدم في الأردن، قام المركز الجغرافي الملكي الأردني باستحداثه في ثمانينات القرن العشرين حيث يُعد من أحدث الشبكات وأدقّها في العالم. يُعتبر الكيلومتر وحدة الطول المُستخدمة كما يُعتبر إسقاط مركاتور الإسقاط المُستخدم في هذا النظام.
يعتمد التربيع الأردني على نظام قطع ناقص هايفورد العالمي والمُعتمد من الاتحاد الدولي للطبيعة الأرضية ومقاييس الأرض منذ 1924. ولقد تم استخدام نظام التربيع هذا لتجاوز المشاكل الناجمة عن التشوهات الموجودة في الأنظمة المُستخدمة سابقًا، واستخدام نطاق واحد على مستوى المملكة، حيث كان النظام المستخدم سابقًا نظام إسقاط ميركاتور المستعرض العالمي (UTM)، وكون الأردن يقع في نطاقين في ذلك النظام هما 36 و37 وهو يقع فعليًا في أقل من نطاق (عرضه من الغرب إلى الشرق أقل من 6 درجات وهو عرض النطاق الواحد في النظام العالمي)، تم التوجه إلى عمل نطاق واحد بخط طول مركزي 37 درجة.

## تاريخ
كان نظام التربيع الفلسطيني مُستخدمًا في كل من فلسطين وشرق الأردن في فترة الانتداب البريطاني، حيث تم اختيار هذا النظام من قِبَل قسم المساحة بحكومة فلسطين التابعة للانتداب عام 1923. وكانت وحدة الطول المُستخدمة هي الكيلومتر، كما كان الإسقاط المُستخدم إسقاط كاسيني سولدنر. لقد تمّت إضافة بعض التحسينات إلى هذا النظام لاحقًا ليتحوّل إسقاطه من كاسيني إلى مستعرض ميركاتور، وليصبح إسمه «نظام الحزام الفلسطيني» (Palestine Belt)، إلاّ أنه احتوى على بعض التشوّهات كلما اتجه شرقًا باتجاه الأردن.
ظل هذا النظام مُستخدمًا في الأردن حتى تم استبداله بإسقاط ميركاتور المستعرض العالمي (UTM) عام 1956، حيث قام مكتب خدمات الخرائط العسكريّة بإعادة حساب شبكة الأردن وفلسطين على المرجع الأوروبي (ED 50)، حتى قام المركز الجغرافي الملكي الأردني باستحداث نظام تربيع ميركاتور الأردني المستعرض الخاص بالمملكة في ثمانينات القرن العشرين.

## وصلات خارجية
- غطاء الأردن: أرض التباينات